# کالج دفاع بالتیک

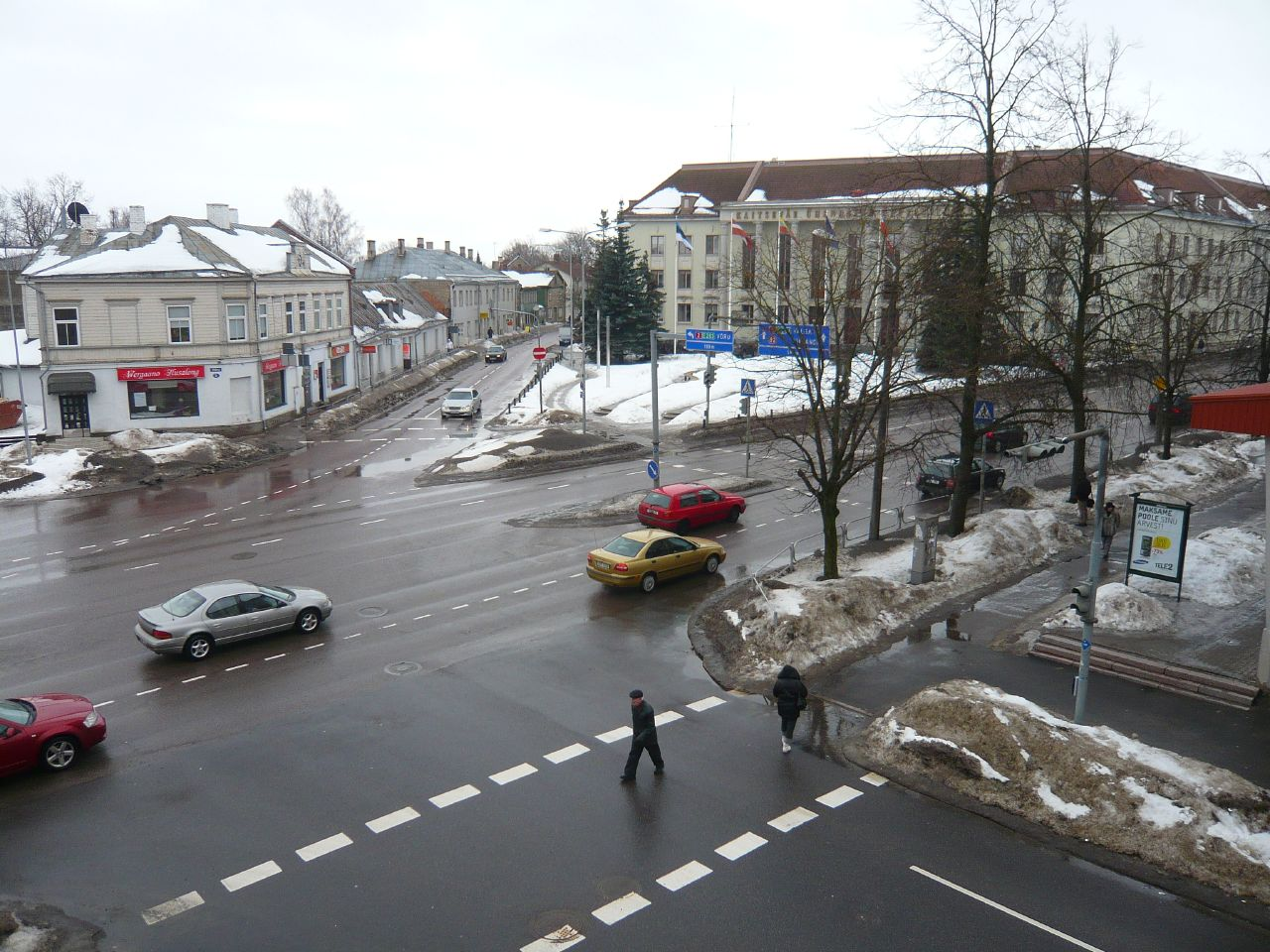
کالج دفاع بالتیک (ساختمان سمت راست)

کالج دفاع بالتیک (انگلیسی: Baltic Defence College) یک دانشکده نظامی چندملیتی بنیان‌گذاری شده توسط کشورهای استونی، لتونی و لیتوانی است.
این کالج که در سال ۱۹۹۹ تأسیس شده به عنوان یک مرکز تحقیقات استراتژیک و عملیاتی و آموزش حرفه‌ای نظامی در رده‌های میانی و ارشد افسران نظامی کشورهای بالتیک و کشورهای ناتو و اتحادیه اروپا فعالیت می‌کند. کالج دفاع بالتیک از کشورهای دیگری همچون ارمنستان، جمهوری آذربایجان، بوسنی و هرزگوین، گرجستان، مولداوی، مونته‌نگرو، صربستان و اوکراین دانشجو می‌پذیرد.